# 约翰·格奥尔格三世
约翰·格奥尔格三世（1647年6月30日—1691年9月12日）是一位萨克森公爵和选帝侯，1680年至1691年在位。由於他的勇氣和熱情對於戰爭起了很大的幫助，他也得到了「薩克森火星」之稱。  
作為一個孩子和薩克森儲，他學會了典型的繼承人應該有的義務和禮儀，除了嚴格的路德教育，語言教學外，他的注意力都放在學習防禦工事和藝術戰爭上。
约翰·格奥尔格三世执政后立刻从萨克森贵族和城市议会取得了建立一支军队（12000人）的允许，1683年他带领这支军队参加了维也纳之戰来解围鄂图曼帝国对维也纳的包围。当时波兰的国王扬三世·索别斯基评价说：“萨克森的选帝侯是一个正直的人。”
当时萨克森已经从三十年战争的破坏中恢复过来了，萨克森的选帝侯在欧洲享有一定的威望。1689年德雷斯顿已有两万多人口，正渐渐成为一个都市。
1686年他专门从威尼斯聘请了一位女歌手到德雷斯顿，为这座城市的歌剧历史创立了一个新的开端，同年，他又支持對土耳其人皇帝利奧波德戰爭。除支付30萬美元的補貼，他發出了5000強大的輔助軍匈牙利。在威尼斯共和國就已經於1685年在戰爭摩里亞（伯羅奔尼撒租賃3000撒克遜軍120000美元的兩年）。此外，他在1688年又租借了10,000軍隊給荷蘭（軍人貿易）。
在1689年到1691年的普法尔茨继承权战争中他与路易十四作战（1688-1697年大同盟戰爭的一部分）。他于蒂宾根病死，可能死于霍乱，在錫棺材裡的皇室墓穴弗賴貝格大教堂安葬。

## 家庭
1666年，约翰·格奥尔格与丹麥的安娜·索菲结婚。安娜·索菲的父親是丹麥國王弗雷德里克三世，母親是不倫瑞克-卡倫貝格的索菲·阿瑪莉埃。两人共有两个儿子：
- 约翰·格奥尔格四世（1668年—1694年），1691年成為萨克森选侯
- 腓特烈·奧古斯特（1670年—1733年），1694年成為萨克森选侯，1697年当选波兰国王

| 约翰·格奥尔格三世 韋廷王朝出生于：1647年6月30日逝世於：1691年9月12日 | 约翰·格奥尔格三世 韋廷王朝出生于：1647年6月30日逝世於：1691年9月12日 | 约翰·格奥尔格三世 韋廷王朝出生于：1647年6月30日逝世於：1691年9月12日 |
| 統治者頭銜                                                           | 統治者頭銜                                                           | 統治者頭銜                                                           |
| -------------------------------------------------------------------- | -------------------------------------------------------------------- | -------------------------------------------------------------------- |
| 前任者： 約翰·格奧爾格二世                                           | 薩克森選侯 1680年—1691年                                             | 繼任者： 約翰·格奧爾格四世                                           |